# Symphonie no 5 de Dvořák
Pour les articles homonymes, voir Symphonie no 5.

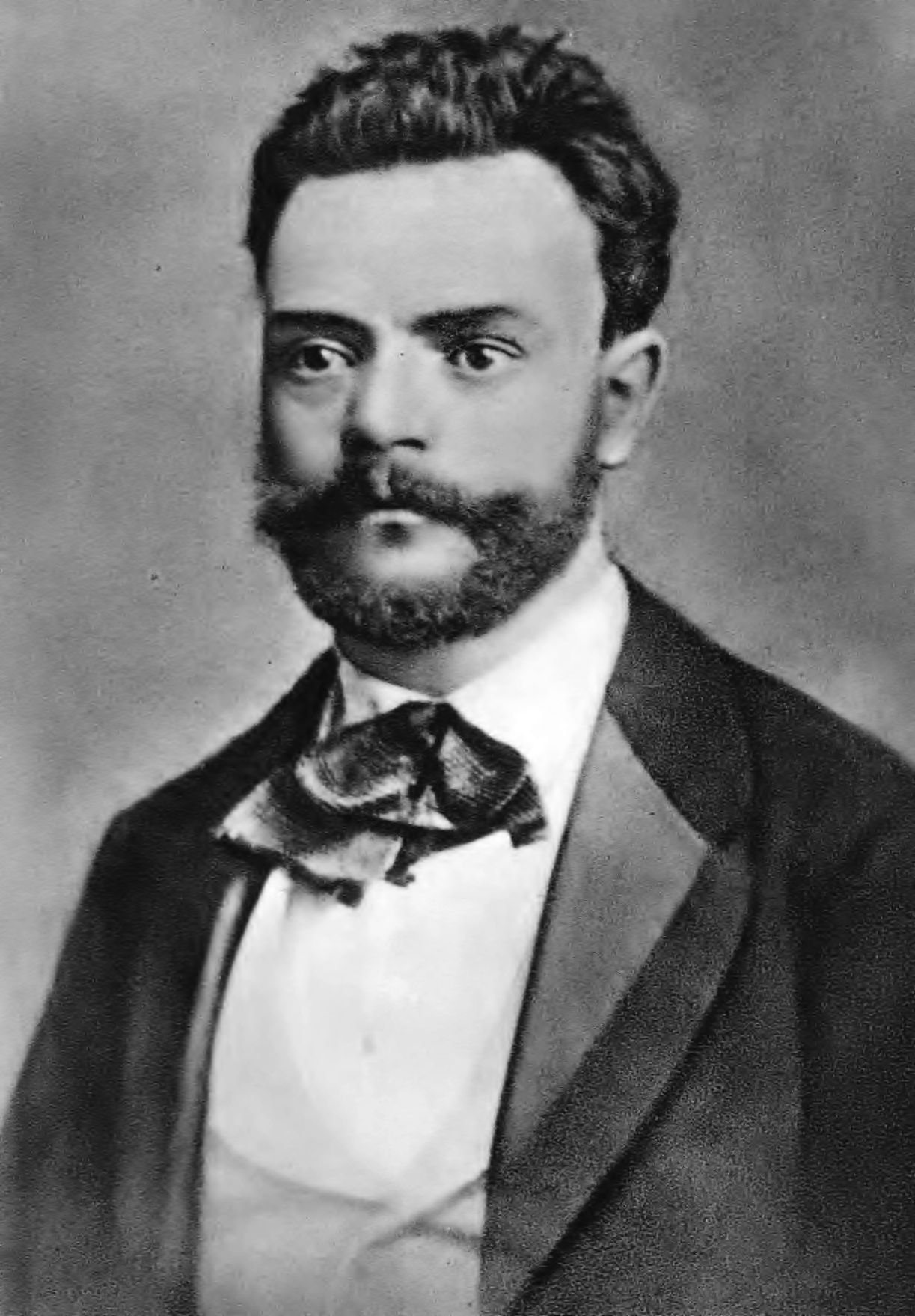
Photographie d'Antonín Dvořák, 1870

La Symphonie no 5 en fa majeur, opus 76 (B.54), a été écrite par Antonín Dvořák entre le 15 juin et le 23 juillet 1875.
La symphonie a été créée à Prague le 25 mars 1879 sous la direction d'Adolf Čech.
Cette cinquième symphonie n'a été éditée qu'en 1888, sous le titre fallacieux de « Symphonie no 3 » et sous le numéro d'opus erroné de 76, alors que Dvořák avait souhaité le 24. Elle est dédiée à Hans von Bülow.
Bien que cette œuvre soit parfois considérée comme la plus « faible » des symphonies de Dvořák, le compositeur avait néanmoins pour elle une affection particulière,[réf. nécessaire] et il l'a dirigée régulièrement en concert.

## Analyse
D'une durée d'environ 37 minutes, la Symphonie compte quatre mouvements marqués :
1. Allegro ma non troppo
2. Andante con moto
3. Scherzo : Allegretto scherzando
4. Finale : Allegro molto

Les deuxième et troisième mouvements s'enchaînent sans pause. La symphonie est souvent surnommée « Pastorale » en raison de sa tonalité (fa majeur) analogue à la Sixième Symphonie de Beethoven, et en raison du caractère « bucolique » des trois premiers mouvements.
Le premier mouvement s'ouvre sur des appels doux des clarinettes (qui annoncent ceux du début de la Symphonie nº 1 de Mahler, composée en 1888). De ce bref motif, Dvořák tire des passages « panoramiques » grandioses, et un long développement fait circuler les appels (et leurs variantes) entre les différentes sections des vents de l'orchestre en une sorte de kaléidoscope sonore des plus séduisants. Les deux mouvements suivants poursuivent cette veine lumineuse. Puis, le Finale est attaqué fortement en mineur par les cordes graves, produisant un effet de bascule qui relance puissamment le discours musical. Cet effet spectaculaire (et parfois critiqué) avait très peu de précédents dans le répertoire. Joseph Haydn l'avait employé dans deux de ses Quatuors à cordes opus 76 de 1797 (le no  1 en sol majeur et le no  3 « Empereur » en do majeur). Gustav Mahler, étant natif de Bohême  et connaissant bien les œuvres orchestrales de Dvořák, reprendra le même effet dans sa Première symphonie avec un orageux Finale débutant comme ici brutalement, et en mineur. Un magnifique second thème, lyrique cette fois, viendra apaiser quelque peu le tumulte : ses harmonies modales possèdent d'étonnantes couleurs presque blues. Au bout du compte, l'œuvre se termine en fa majeur avec une brillante coda.

## Instrumentation
La symphonie est écrite pour orchestre avec 2 flûtes, 2 hautbois, 2 clarinettes et 1 clarinette basse, 2 bassons, 4 cors, 2 trompettes, 3 trombones, timbales, et cordes, ainsi qu'un triangle dans le Scherzo.

## Critiques
L'œuvre fut essentiellement critiquée pour son Finale orageux qui succède à trois mouvements d'une plénitude sereine. Certains commentateurs ont été jusqu'à dire qu'il fait l'effet d'un rajout étrange, comme s'il provenait d'une autre œuvre. Jarmil Burghauser a tenté de le justifier en affirmant que la Cinquième symphonie dépeint la vie paysanne tchèque : ses aspects idylliques et champêtres dans les trois premiers mouvements, et ses aspects sombres dans le Finale (orages, durs labeurs, combat pour la survie…). Cependant, rien ne permet d'avérer ce genre de commentaire. En effet, le compositeur a toujours clairement distingué dans sa production orchestrale les poèmes symphoniques (où il y a un prétexte extramusical) et les symphonies qui sont des œuvres purement musicales.